# Шевченко, Ольга Ивановна
Ольга Ивановна Шевченко (Олешко) (1941 — ?)  — украинская советская деятельница, новатор сельскохозяйственного производства, доярка племенного завода «Тростянец» Ичнянского района Черниговской области. Герой Социалистического Труда (22.03.1966). Депутат Верховного Совета УССР 7-го созыва.

## Биография
Родилась в крестьянской семье Ивана Олешко.
С 1960-х годов — доярка племенного завода «Тростянец» пгт. Тростянец Ичнянского района Черниговской области. Добивалась высоких надоев молока.
Член КПСС.
Потом — на пенсии в поселке Тростянец Ичнянского района Черниговской области

## Награды
- Герой Социалистического Труда (22.03.1966)
- орден Ленина (22.03.1966)
- ордена
- медали